# Patriot Boys

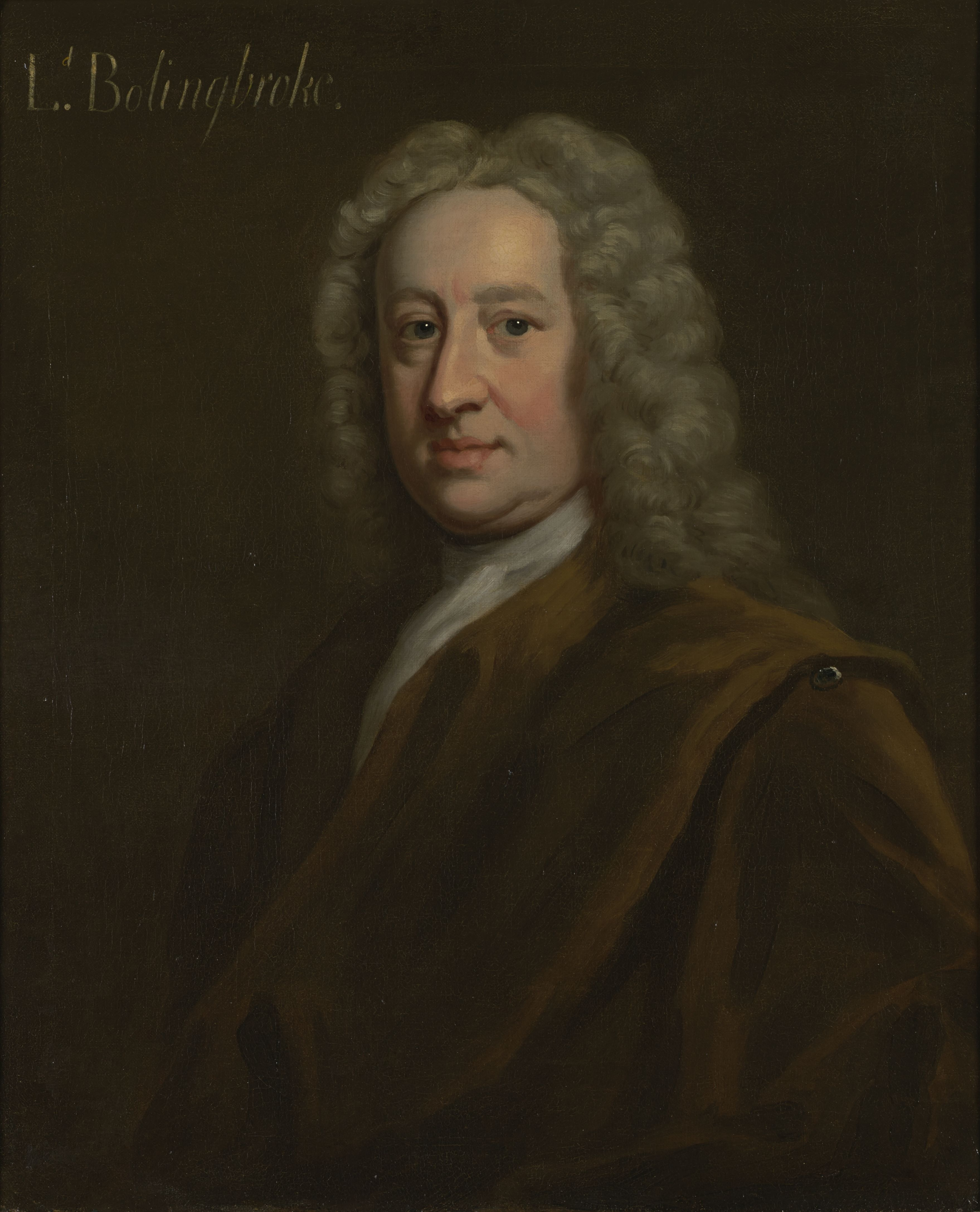
Henry St John, 1. wicehrabia Bolingbroke

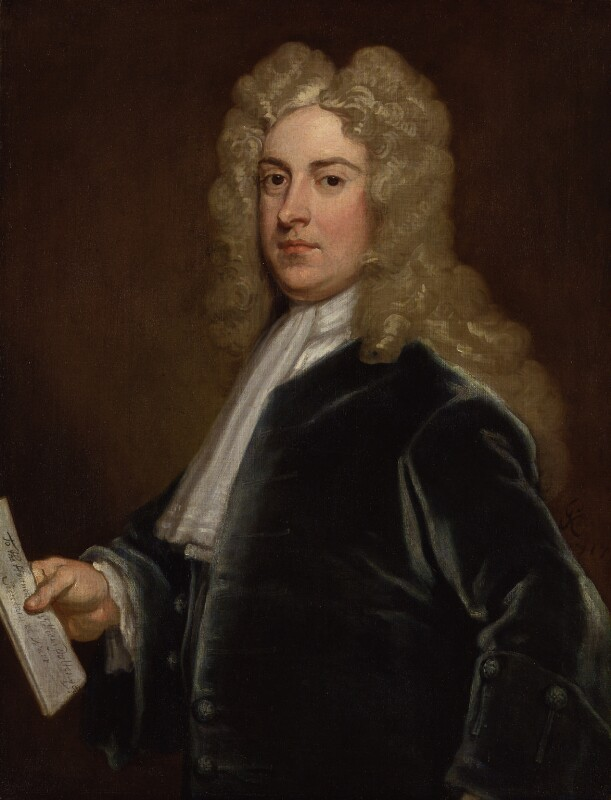
William Pulteney

Patriot Boys – pogardliwa nazwa opozycji antyrządowej dążącej do wojny z Francją i Hiszpanią w Wielkiej Brytanii lat trzydziestych XVIII wieku. Nazwę taką nadał jej przedstawicielom ówczesny szef rządu Wig Robert Walpole. Nazwa miała sugerować ich niedojrzałość do prowadzenia skomplikowanych sprawa zagranicznych i rozgorączkowanie chłopców. Sami mówili na siebie czasem Patriot Whigs – „Wigowie Patriotyczni”.
Do Patriot Boys należeli jednak i Torys jak Henry St John, 1. wicehrabia Bolingbroke i jego przyjaciel William Wyndham, jak i niezadowoleni Wigowie, tacy jak skłócony z Walpole’em William Pulteney. Wspierali ich niektórzy politycy „dworscy” (Court Politicians) jak John Carteret.
Bolingbroke miał (już od 1715 roku) zakaz występowania na posiedzeniach parlamentu. Pisał mowy dla Wyndhama. "Patriotycznym Wigom” udało się doprowadzić do wypowiedzenia w 1739 roku Hiszpanii wojny (wojna o ucho Jenkinsa), która szybka przybrała obrót niekorzystny dla Wielkiej Brytanii. Robert Walpole był wówczas oskarżany o nieudolne prowadzenie wojny, której chciał przecież uniknąć.